# UX Orionis
UX Orionis ist ein Stern in einer Entfernung von etwa 1060 Lichtjahren. Er ist der Prototyp der UX-Orionis-Sterne, welche zu den Eruptiv veränderlichen Sternen gehören.
Bei UX Orionis handelt es sich um einen Vorhauptreihenstern.